# Audiofina
Audiofina est l'ancien actionnaire de la CLT-UFA (Compagnie luxembourgeoise de télédiffusion - Universum Film AG).
CLT-UFA était alors détenue à 50 % par Audiofina et à 50 % par Bertelsmann.

## Remplacement par RTL Group
En 2000, la création de RTL Group remplace Audiofina. Bertelsmann retire ses actions de CLT-UFA pour détenir plus tard 90 % du Groupe RTL. CLT-UFA est alors réincorporé dans le nouveau groupe (100 %).